# Löneglidning
Löneglidning avser löneökningar utöver de som bestämts i centrala eller förbundsvisa kollektivavtal.